# 杨荣文
杨荣文（英文名：George Yong-Boon Yeo，1954年9月13日—），潮州裔新加坡華人，新加坡前外交部长，人民行动党政治人物。

## 生平

### 早年经历
杨荣文1954年9月13日在新加坡出生，祖籍中國潮安县庵埠镇文里乡，1973年荣获新加坡总统奖学金及新加坡武装部队奖学金赴英国剑桥大学深造。于1976年毕业加入新加坡武装部队。1983年获美国哈佛大学肯尼迪行政管理学院公共行政学硕士学位。回国后任新加坡武装部队参谋长兼联合行动与策划司长。1988年升准将，同年辞去军职。

### 步入政坛
1988年9月，杨荣文当选为国会议员，后在1991年、1997年、2001年及2006年的大选中继续当选阿裕尼集选区国会议员。
1988年9月13日到1990年11月27日，任新加坡财政部政务部长兼外交部政务部长。
1990年11月28日，在吴作栋总理内阁，出任代新闻及艺术部长兼外交部高级政务部长。
1991年7月1日，他升任新闻及艺术部长兼外交部第二部长。2004 年8月12日，經李显龙总理内阁任命為外交部长。
2011年國會選舉，楊榮文團隊在阿裕尼集選區敗於工人黨派出的陳碩茂、林瑞蓮及劉程強等五人候選團隊候選人而落選。落選國會後，楊榮文曾經宣佈他會認真考慮競選新加坡總統一職，但其後決定不參選。除2011年外，他也拒绝參選2023年总统选举。

### 退出政坛后
杨荣文在2012年至2016年期间曾参与了印度比哈尔邦那烂陀大学的复兴。他曾任那烂陀大学校长和大学管理委员会成员以及管理委员会国际顾问小组成员。2016年11月，他辞去那烂陀大学校长职务，并指责印度政府未能维持大学的自治权。
2015年著作《榕樹下的沉思》(明報出版社)。
2020年8月23日，V3集團宣布楊榮文將加入公司擔任高級顧問。他擔任香港上市公司友邦保險和納斯達克上市的中國最大農業電商平台拼多多的獨立董事。

## 言論
2004年杨荣文在联合国大会上发言指出台湾一些团体试图让台湾走向独立是危险之极的举动，引发台湾泛綠人士的强烈反彈。時任中華民國外交部長陳唐山在部內接待鄉親的閉門會議中以「新加坡那樣一個鼻屎大的國家」、台灣話俗語「扶中國𡳞脬（lān-pha，陰囊的閩南語說法）」批評新加坡政府奉承中國。影片於對外公開播放後被外界視為失言。媒體報導此事時，普遍使用「LP」雅化「𡳞脬」。事後楊榮文則回應他對此「難過多於生氣」，並表示台灣可以不同意新加坡對台獨的立場，但無須發表偏激言論。

## 荣誉
2012年，印度授予杨荣文莲花装勋章，菲律宾授予大十字勋章以及Sikatuna勋章，澳大利亚则授予他澳大利亚勋章。

## 个人生活
杨荣文是一位羅馬天主教徒，他於1984年與律師Jennifer Leong Lai Peng結婚，夫婦俩育有三個兒子和一個女兒。美国女演員、影视配音演员杨时贤是他的侄女。
2004年，他們自三歲起一直與兒童白血病搏鬥的小兒子接受了美国田納西州孟菲斯聖猶達兒童研究醫院的骨髓移植。
杨荣文是一位狂热的慢跑者，他曾参加过新加坡马拉松10公里长跑。他正在学习太极拳，并表示自己对道教感兴趣。

## 著作
- 《攜手克服逆境：新加坡以色列建交50年》（2019年），專章作者